# Egbell
Egbell (szlovákul Gbely, németül: Egbell) település Szlovákiában, a Nagyszombati kerületben, a Szakolcai járásban.

## Fekvése
Szakolcától 21 km-re délnyugatra fekszik.

## Története
A falu területén már a kőkorszakban is éltek emberek, ezt bizonyítja az itt talált kőbalta és mamutfog is. A hallstatt korból cserépmaradványok kerültek elő. Területén 7-8. századi halomtemetőt tártak fel (Kojatín), illetve 8-9. századi halomtemetőt és telepet (Adamov dvor), továbbá 9-10. századi telep nyomait (Štrkoviská) találták meg.
A település első fennmaradt írásos említése csak 1392-ből származik, ekkor már jelentős hely, a halicsi uradalomhoz tartozott. A 14. században a Stíborok az urai, majd 1489-től a Czobor család, 1736-tól pedig a Habsburgok. 1452-ben 40 háztartással az uradalom legjelentősebb települése. A 16–17. században városi kiváltságokat kapott és négy országos vásárt tarthatott. Lakói mezőgazdasággal, kézművességgel foglalkoztak, termékeik Bécsig és Morvaországig is eljutottak. 1547-ben habánok telepedtek le a városban. A 17. században több csapás is érte. 1602-ben Bocskai katonái törtek a városra és a habán házakat felgyújtották, majd néhány év múlva a török égette fel a települést. Ekkor temploma is elpusztult. A 16. és 18. század között több nemesi család – köztük az Árokháty, Alföldy, Saághy, Vághy, Surányi családok – birtoka, majd a Habsburgoké. 1875-ben 314 család élt a településen, de a század végén többen kivándoroltak Amerikába.
Vályi András szerint "EGBELL. Egbello, Gbellani. Tót mező Város Nyitra Vármegyében, földes Ura a’ Felséges Tsászár, és Gróf Aponyi Uraság, lakosai katolikusok, fekszik Sastyintól egy mértföldnyire, ámbár szőleje nintsen, de mivel e’ fogyatkozását kétféle fája, ’s a’ kendernek bő termése, és jó eladásra való alkalmatossága helyre hozza, réttye első Osztálybéli, legelője elég, malma helyben, és szomszéd piatzozása Holitson, első Osztálybéli."
Fényes Elek szerint "Egbell, (Gbelly), Nyitra m. tót mváros, Holics, és Sasvár között 2480 kath., 146 zsidó lak. Van itt egy kath. paroch. templom, synagóga, több urasági gazdasági épületek, egy vármegye-kvártélyház az itt tanyázni szokott lovas főstrázsamester számára; egy kénköves forrás, de a melly nem igen becsültetik, fáczányoskert, urasági vizimalom az itt folyó kis patakon. Lakosai kenderrel nagy kereskedést üznek Morvaországban, s Austriában. F. u. ő cs. k. felsége. Ut. p. Holics."
Nyitra vármegye monográfiája így ír róla: "Egbell, nagyközség a Morva folyó közelében, a pozsony–szakolczai vasút mellett. Lakosainak száma 3079, akik tótajkuak és vallásuk, kis töredék kivételével, r. katholikus. Posta-, táviró- és vasúti állomása van. E község nyoma csak a XVI. század elejéig megy vissza, amikor „Uykbelw”, „Ebely” név alatt szerepel. Kath. temploma 1851-ben épült és kegyura a cs. és kir. család. Az izraelitáknak is van itt imaházuk, mely 1859-ben épült. A község a törököktől sokat szenvedett. 1848-ban meg felváltva hol a magyar, hol az osztrák csapatok táboroztak itt, 1866-ban pedig a poroszok. A község lakosainak nagy része kendermagolaj-gyártással foglalkozik. Van itt még három kisebb keményítő-gyár. A lakosok egy magyar olvasókört tartanak fenn, mely hivatva van a magyarosodást terjeszteni. Földesurai a Czobor grófok és a Körmendiek voltak, később a Czoborok uradalmai a cs. és kir. család tulajdonába mentek át, mely azokat a mai napig is bírja."
A trianoni békeszerződésig Nyitra vármegye Szakolcai járásához tartozott.

## Népessége
| Év:            | 1994. | 2004.   | 2014.   | 2024.   |
| -------------- | ----- | ------- | ------- | ------- |
| Emberek száma: | 5275  | 5119    | 5183    | 4837    |
| Eltérés:       |       | -2,95 % | +1,25 % | -6,67 % |

| Év:            | 2023. | 2024.   |
| -------------- | ----- | ------- |
| Emberek száma: | 4864  | 4837    |
| Eltérés:       |       | -0,55 % |

1880-ban 2791 lakosából 2504 szlovák, 153 német, 7 magyar anyanyelvű és 127 csecsemő volt.
1910-ben 3158 lakosából 2830 szlovák, 129 német, 71 magyar és 128 más nemzetiségű.
2001-ben 5223 lakosából 5071 szlovák volt.
2011-ben 5205 lakosából 4782 szlovák.

## Neves személyek
- Itt született 1795-ben Farkas Bertalan ferences rendi szerzetes, költő.
- Itt született 1839-ben Lachmann Tódor római katolikus plébános.
- Itt született 1886-ban Csárszky József a latin rítusú katolikus egyház püspöke Csehszlovákiában.
- Itt hunyt el 1856-ban Lányi Károly római katolikus plébános, a Magyar Tudományos Akadémia levelező tagja.

## Nevezetességei
- Mihály arkangyal tiszteletére szentelt római katolikus temploma 1846 és 1852 között épült. Előtte Immaculata szobor áll.
- Jelentős kulturális emlék még a temető kálváriája és a polgármesteri hivatal előtt álló Szentháromság szobor.